# Antonio Maria Frosini
Antonio Maria Frosini (ur. 8 sierpnia 1751 w Modenie, zm. 8 lipca 1834 w Rzymie) – włoski kardynał.

## Życiorys
Urodził się 8 sierpnia 1751 roku w Modenie, jako syn Alessandra Frosiniego i Vittorii Carrandini. Studiował początkowo w rodzinnym mieście, a następnie prawo na La Sapienzy. Po śmierci ojca, Frosini został szambelanem Franciszka III d’Este i jego przedstawicielem dyplomatycznym przy cesarzu. Po powrocie z Wiednia, wstąpił na służbę do Kurii Rzymskiej i został referendarzem Najwyższego Trybunału Sygnatury Apostolskiej, a także gubernatorem Montalto, Ankony, Spoleto i Civitavecchii. Podczas francuskiej okupacji Rzymu, schronił się we Florencji. Po przywróceniu papiestwa ponownie objął funkcje w Kurii Rzymskiej, a podczas drugiego najazdu wojsk napoleońskich, kolejny raz wyjechał do Florencji. W 1810 roku został zmuszony do wyjazdu do Paryża, a po upadku Napoleona zwiedził Francję i Anglię. Po powrocie do Rzymu został klerykiem Kamery Apostolskiej i prefektem Pałacu Apostolskiego. 10 marca 1823 roku został kreowany kardynałem diakonem i otrzymał diakonię Santa Maria in Cosmedin. W 1826 roku został prefektem Kongregacji ds. Odpustów i Świętych Relikwii i pełnił tę funkcję do śmierci, która nastąpiła 8 lipca 1834 roku w Rzymie.